# Wolodymyr Olschanskyj
Wolodymyr Olschanskyj (ukrainisch Володимир Ольшанський, wiss. Transliteration Volodymyr Olʹšansʹkyj, * 21. Februar 1976 in Sumy) ist ein ehemaliger ukrainischer Skilangläufer.

## Werdegang
Olschanskyj, der für den Dynamo Sumy startete, trat international erstmals bei den Junioren-Weltmeisterschaften 1996 in Asiago in Erscheinung. Dort belegte er den 27. Platz über 10 km klassisch und den 23. Rang über 30 km Freistil. Bei der Winter-Universiade im folgenden Jahr in Muju gewann er die Bronzemedaille mit der Staffel. Zudem errang er dort den 23. Platz über 30 km Freistil und den 15. Platz über 15 km klassisch. In der Saison 2000/01 holte er bei der Winter-Universiade 2001 in Zakopane die Silbermedaille mit der Staffel. Außerdem kam er dort auf den 11. Platz über 10 km klassisch und auf den zehnten Rang über 10 km Freistil. Seine besten Platzierungen bei den nordischen Skiweltmeisterschaften 2001 in Lahti waren der 35. Platz über 50 km Freistil und der 15. Rang mit der Staffel und bei den nordischen Skiweltmeisterschaften 2003 im Val di Fiemme der 30. Platz über 15 km klassisch und der 14. Rang mit der Staffel. Bei der Winter-Universiade 2003 in Tarvisio lief er auf den 16. Platz über 10 km klassisch, auf den 13. Rang im 30-km-Massenstartrennen und auf den vierten Platz mit der Staffel. Seine letzten internationalen Rennen absolvierte er bei den Olympischen Winterspielen 2006 in Turin. Dort belegte er den 62. Platz im 50-km-Massenstartrennen, den 56. Rang über 15 km klassisch und den 14. Platz zusammen mit Roman Lejbjuk, Oleksandr Puzko und Mychajlo Humenjak in der Staffel.

## Teilnahmen an Weltmeisterschaften und Olympischen Winterspielen

### Olympische Winterspiele
- 2006 Turin: 14. Platz Staffel, 56. Platz 15 km klassisch, 62. Platz 50 km Freistil Massenstart

### Nordische Skiweltmeisterschaften
- 2001 Lahti: 15. Platz Staffel, 35. Platz 50 km Freistil, 43. Platz 30 km klassisch, 52. Platz 20 km Skiathlon
- 2003 Val di Fiemme: 14. Platz Staffel, 30. Platz 15 km klassisch, 41. Platz 30 km klassisch Massenstart, 46. Platz 20 km Skiathlon, 49. Platz 50 km Freistil